# Yohann Misse
Pas d'image ? Cliquez ici

a Compétitions nationales et continentales officielles uniquement.

Dernière mise à jour le 14 novembre 2021.
Yohan Misse, né le 7 décembre 1979 à Saint-Nazaire (Loire-Atlantique), est un joueur de rugby à XV français qui évolue au poste de troisième ligne aile (1,96 m pour 102 kg).
Il a été formé au Sporting nazairien rugby avec son frère Carl lui aussi joueur professionnel dans le passé.

## Carrière
- 2001-2002 : Castres olympique
- 2002-2004 : US Montauban
- 2004-2005 : Stade bordelais
- 2005-2014 : SC Albi
- Sporting Nazairien Rugby

## Palmarès
- Vainqueur des phases finales du championnat de France Pro D2 : 2006